# Алітизація
Алітизація (рос. аллитизация, нім. allitization, нім. Allitisation) — тип хімічного вивітрювання гірських порід властивий вологим тропікам і субтропікам. Характерний розкладом силікатів, виносом лугів, лужноземельних елементів та кремнезему і накопиченням оксидів алюмінію, заліза, титану.